# Aree naturali protette in Irlanda

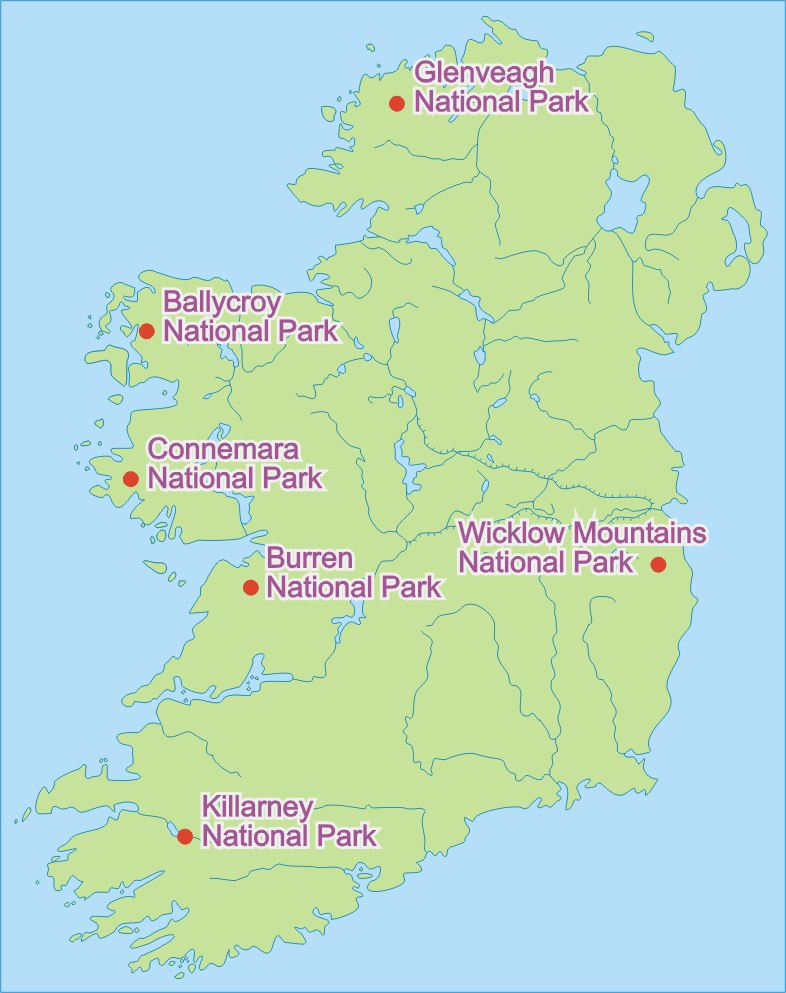
Località parchi nazionali in Irlanda.

La tabella seguente riporta il nome del parco nazionale e la contea d'Irlanda in cui si trova. Il primo parco istituito in Irlanda è stato il Killarney che si trova nella contea di Kerry nel 1932. Da allora altri 5 parchi nazionali sono stati aperti, il più recente è Ballycroy nella contea di Mayo, questo è anche il più grande parco nazionale in Irlanda con 110 km². Il più piccolo è il Burren situato nella contea di Clare, con soli 15 km² di superficie.

## Parchi nazionali

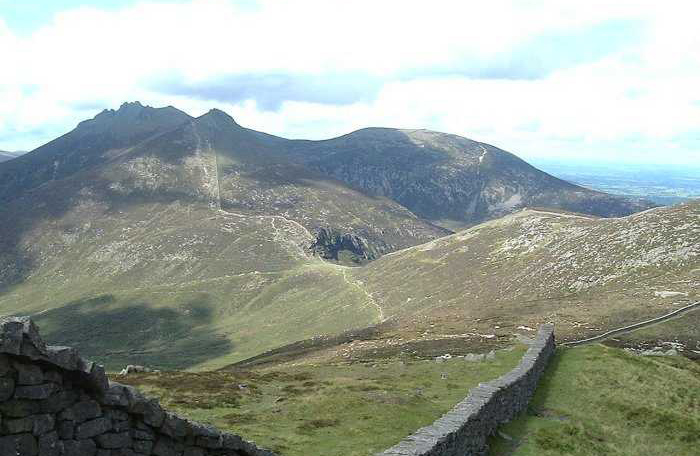
Il Monti Mourne

| Parco Nazionale | Regione           | Estensione area(km²) | Data istituzione |
| --------------- | ----------------- | -------------------- | ---------------- |
| Ballycroy       | Contea di Mayo    | 110                  | 1998             |
| Connemara       | Contea di Galway  | 30                   | 1990             |
| Glenveagh       | Contea di Donegal | 57                   | 1986             |
| Killarney       | Contea di Kerry   | 105                  | 1932             |
| The Burren      | Contea di Clare   | 15                   |                  |
| Monti Wicklow   | Contea di Wicklow | 220                  | 1991             |

## Irlanda del Nord
Al momento non ci sono parchi nazionali in Irlanda del Nord dove si sta cercando di stabilire un parco nazionale nelle Montagne di Mourne con alcune difficoltà. Se istituito, si estenderebbe da Carlingford Lough a Newcastle e Slieve Croob.